# Перес Сьерра, Игнасио
Игнасио Перес Сьерра (исп. Ignacio Pérez Sierra; 19 декабря 1934, Медельин — 16 ноября 2009, Медельин) — колумбийский футболист, играл на позиции нападающего. Участник чемпионата мира по футболу 1962 года.

## Биография

### Клубная карьера
Карьера Переса была связана с клубом «Онсе Кальдас», в котором начинал карьеру и отыграл два сезона, а затем перешёл в «Индепендьенте Медельин», в котором отыграл один сезон.
В 1964 году вернулся в «Онсе Кальдас», в котором отыграл два сезона и затем стал игроком «Санта-Фе». После очередного возвращения в «Онсе Кальдас» играл за «Депортиво Перейра», в котором в 1970 году завершил игровую карьеру.

### Карьера в сборной
В составе сборной Колумбии принимал участие на чемпионате мира по футболу 1962 года, но на турнире был запасным и на поле не появился.

### Смерть
Скончался 16 ноября 2009 года в Медельине от сердечного приступа в возрасте 74 лет.